# کریس کروپمان
کریس کروپمان (هلندی: Chris Kropman; ۱۰ اکتبر ۱۹۱۹ – ۲۹ مارس ۲۰۰۳) دوچرخه‌سوار اهل هلند بود.